# Edward Dietrich

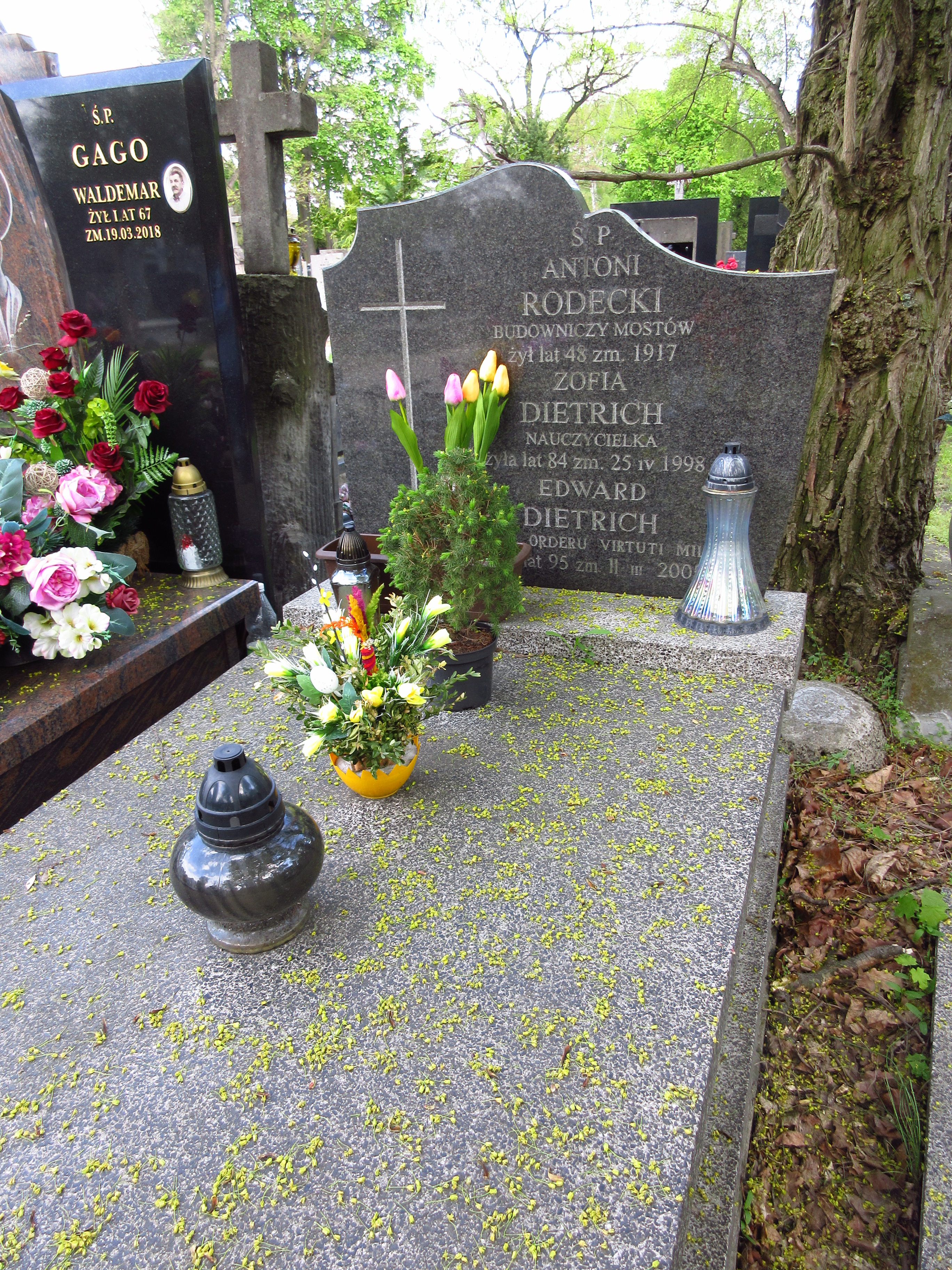
Grób Edwarda Dietricha na Cmentarzu Bródnowskim

Edward Stanisław Dietrich (ur. 3 maja 1910 w Warszawie, zm. 11 marca 2005 tamże) – podpułkownik Wojska Polskiego, urzędnik.  

## Życiorys
Syn Emila i Franciszki z Rodeckich. Po gimnazjum i po zdaniu matury w 1932 ukończył Dywizyjną Szkołę Podchorążych Rezerwy Piechoty w Brześciu, a następnie otrzymał przydział w rezerwie do 80 pułku piechoty. W 1937 zamieszkał z żoną w Legionowie. Na stopień podporucznika rezerwy został mianowany ze starszeństwem z 1 stycznia 1936 i 3292. lokatą w korpusie oficerów piechoty.
W marcu 1939 został zmobilizowany do 80 pułku piechoty, jako dowódca plutonu broni towarzyszącej. We wrześniu 1939 walczył w bitwie pod Mławą i walkach opóźniających natarcie wojsk hitlerowskich, podczas których został ranny. Po powrocie do Legionowa zaangażował się tworzenie struktur konspiracyjnego Związku Czynu Zbrojnego. Po akcji scaleniowej w 1942 objął dowództwo 3 kompanii I batalionu legionowskiego pułku „Marianowo-Brzozów” VII Obwodu „Obroża” Okręgu Warszawskiego Armii Krajowej. Od września 1942 do października 1944 był adiutantem dowódców konspiracyjnego pułku legionowskiego, był wtajemniczony we wszystkie sprawy organizacyjne I Rejonu. Równocześnie był Głównym Instruktorem Wyszkolenia Rejonu, z ramienia sztabu koordynował działalność oddziałów dywersyjnych działających przy dowództwach pułku i batalionów. Współpracował z kompanią radiotelegraficzną kryptonim „Orbis” Komendy Głównej Armii Krajowej, podlegały mu zlokalizowane na terenie Rejonu zrzutowiska kryptonim „Koc” i „Stolnica”. Podczas powstania warszawskiego organizował działania zbrojne na terenach I Rejonu, koordynował akcje zbrojne batalionów z Legionowa, Jabłonny i Nieporętu. Jego zadaniem był nadzór nad łącznością bojową i zaopatrzeniem walczących oddziałów i pomocą sanitarną rannym żołnierzom. Edward Dietrich nawiązał kontakt ze Zgrupowaniem Kampinos, dzięki czemu wobec braku warunków do kontynuowania walki w okolicach Legionowa dowództwo I Rejonu skierowało do Puszczy Kampinoskiej 200 osobowy oddział, który przeprawił się przez Wisłę i w składzie Zgrupowania Kampinos walczył do końca września 1944.
W październiku 1944 wykonując rozkaz dowództwa będąc oficerem łącznikowym zgłosił się do sztabu wkraczającej 50 Armii Armii Czerwonej, został aresztowany i razem z 51 żołnierzami Armii Krajowej przewieziony do łagru i pracował w kopalni węgla im. Nadieżdy Krupskiej. W październiku 1947 powrócił do kraju i rozpoczął działania integrujące środowisko byłych żołnierzy VII Obwodu „Obroży”. Dzięki jego staraniom w brytyjskim Ministerstwie Obrony Narodowej wielu byłych żołnierzy Obwodu „Obroża” Armii Krajowej otrzymało odznaczenia i awanse m.in. Krzyże Armii Krajowej i Medale Wojska Polskiego. W 1990 dokonał włączenia środowiska żołnierzy Obwodu „Obroża” w skład Światowego Związku Żołnierzy Armii Krajowej. W 1995 Edward Dietrich otrzymał tytuł Honorowego Obywatela Miasta Legionowa.
Pochowani na cmentarzu Bródnowskim w Warszawie (Kwatera 50A, rząd 4, grób 32).

## Ordery i odznaczenia
- Srebrny Krzyż Orderu Wojennego Virtuti Militari nr 13207
- Krzyż Oficerski Orderu Odrodzenia Polski
- Krzyż Kawalerski Orderu Odrodzenia Polski
- Złoty Krzyż Zasługi z Mieczami
- Krzyż Armii Krajowej
- Warszawski Krzyż Powstańczy
- Odznaka pamiątkowa Akcji „Burza”
- Odznaka Weterana Walk o Niepodległość